# David H. Goodell
David Harvey Goodell (* 6. Mai 1834 in Hillsborough, Hillsborough County, New Hampshire; † 22. Januar 1915 in Antrim, New Hampshire) war ein US-amerikanischer Politiker und von 1889 bis 1891 Gouverneur des Bundesstaates New Hampshire.

## Frühe Jahre und politischer Aufstieg
Im Jahr 1841 zog David Goodell mit seinen Eltern nach Antrim. Er besuchte die Academies in New Hampton, Hancock und Francestown. Danach studierte er eine Zeitlang an der Brown University. Aus gesundheitlichen Gründen brach er dieses Studium aber ohne Abschluss ab. Danach wurde er ein erfolgreicher Geschäftsmann, der auch einige praktische Erfindungen wie z. B. einen Apfelschäler machte. Dann gründete er eine eigene Firma, die Küchengeräte herstellte.
Politisch war Goodell bis 1863 Mitglied der Demokraten. Dann wechselte er zur Republikanischen Partei über, für die er zwischen 1876 und 1879 Abgeordneter im Repräsentantenhaus von New Hampshire war. Von 1876 bis 1883 war er auch Mitglied im Landwirtschaftsausschuss seines Staates. Schließlich gehörte er von 1883 bis 1885 auch dem Beraterstab des Gouverneurs an.

## Gouverneur von New Hampshire
Im Jahr 1888 wurde Goodell als Kandidat seiner Partei zum Gouverneur seines Staates gewählt. Die Wahl war aber so knapp, dass die Entscheidung von der Legislative getroffen werden musste. Der neue Gouverneur trat sein Amt am 6. Juni 1889 an. Goodell war ein Anhänger der Prohibition und trat für entsprechende Gesetze in New Hampshire ein. Der Bankenausschuss des Staates wurde zu einer ständigen Einrichtung. Der Gouverneur musste sich auch mit den Problemen zweier Eisenbahngesellschaften auseinandersetzen, die ihre Dienstleistungen reduzieren wollten. David Goodell war der letzte Gouverneur, der sein Amt im Juni antrat. Seine zweijährige Amtszeit wurde um sechs Monate gekürzt und endete am 8. Januar 1891. Seither beginnen und enden die offiziellen Amtszeiten der Gouverneure von New Hampshire jeweils im Januar.

## Weiterer Lebenslauf
Nach dem Ende seiner Amtszeit widmete sich Goodell seinen geschäftlichen Interessen und kämpfte weiter für die Prohibition. Er starb im Januar 1915. Gouverneur Goodell war zweimal verheiratet und hatte insgesamt zwei Kinder.